# Armenia Occidental

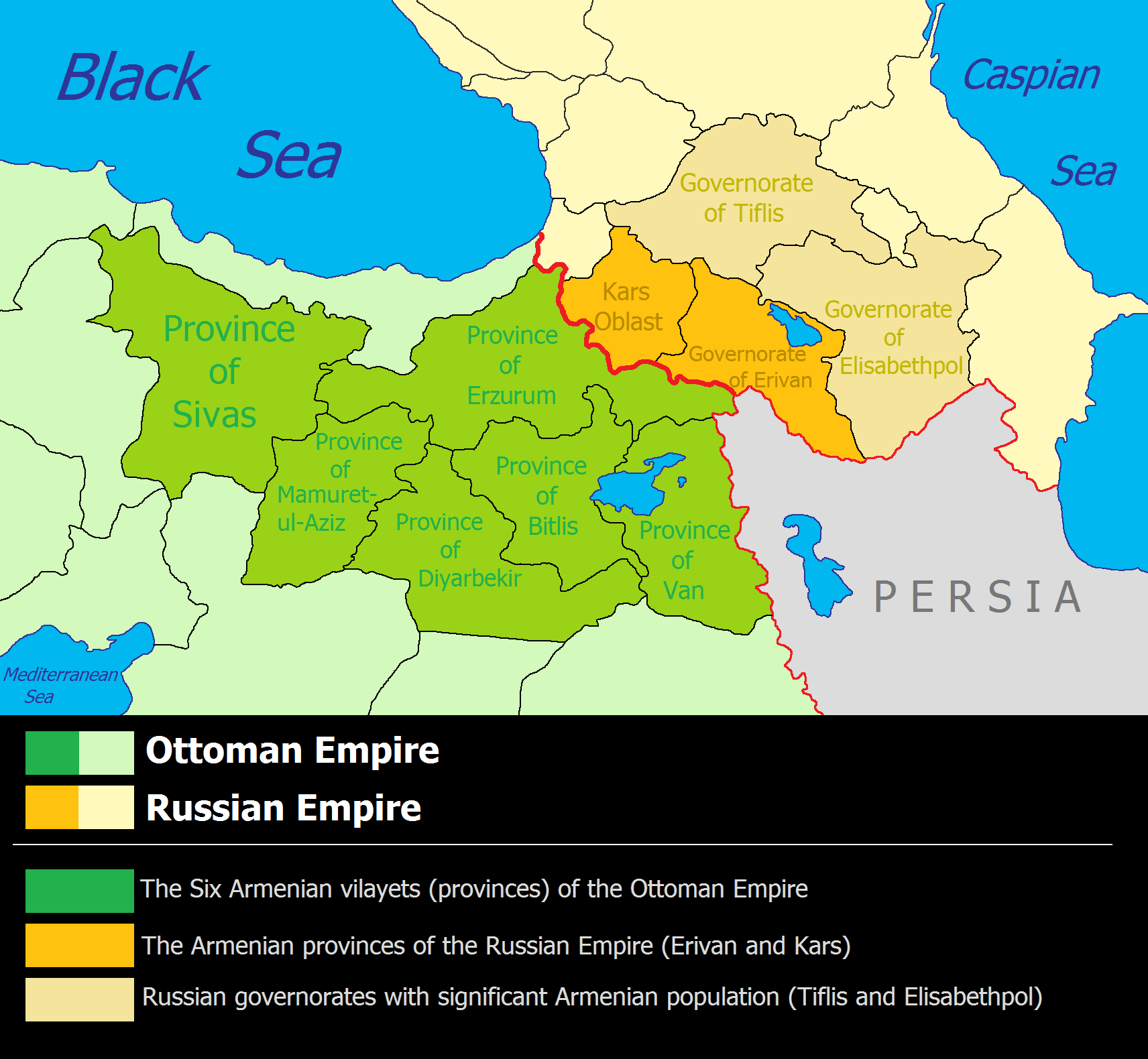
La Armenia occidental (turca) en color verde.

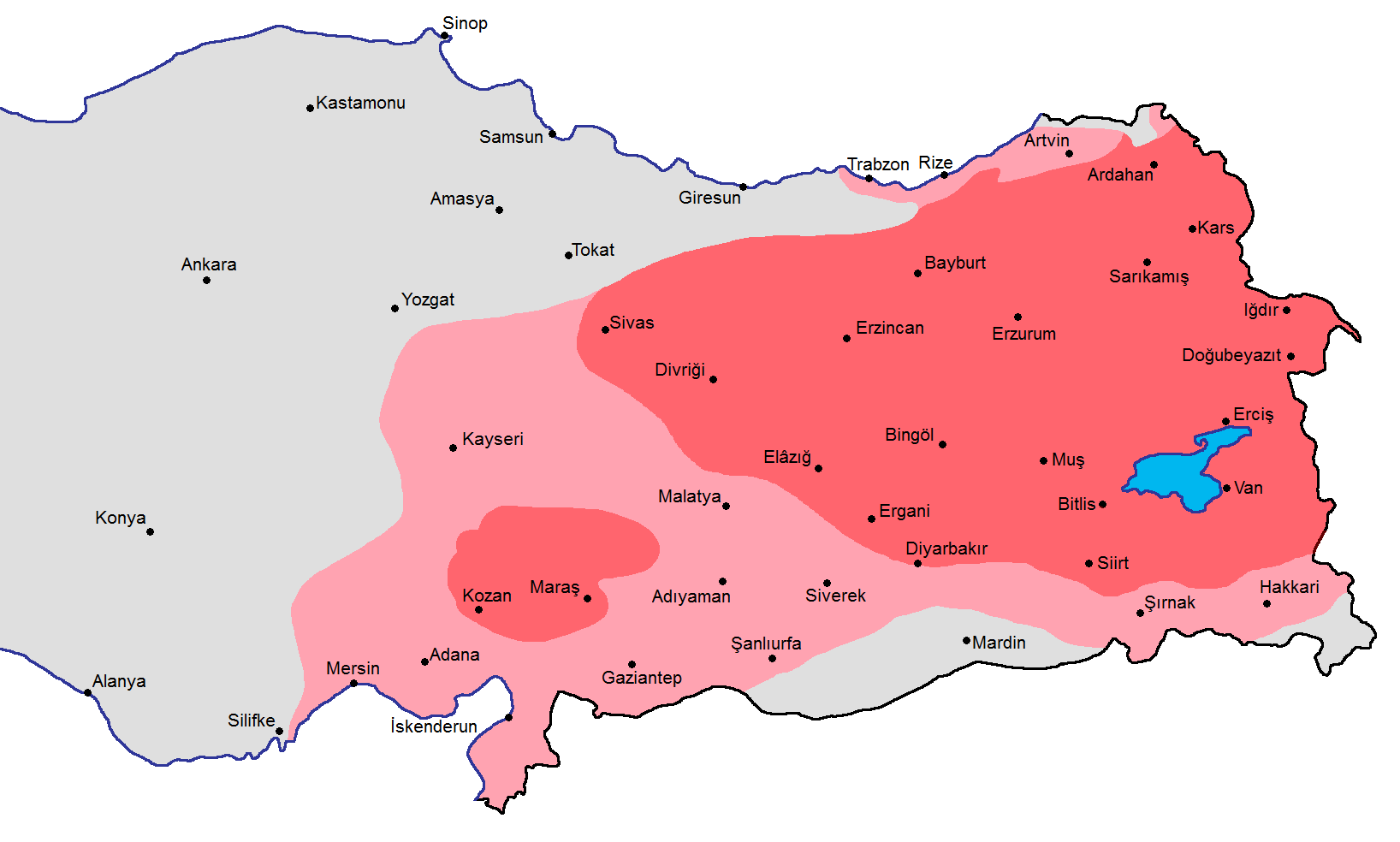
Distribución de los armenios a comienzos del siglo XVII, pocas décadas después de su conquista por los otomanos, con respecto a las actuales fronteras de Turquía:
Mayoría armenia
Presencia armenia significativa

Armenia Occidental (en armenio occidental: Արեւմտեան Հայաստան, Arevmtian Hayastan) es un término utilizado para referirse a las partes orientales de Turquía (antiguo Imperio otomano) que formaron parte de la histórica patria de los armenios. Armenia Occidental ha sido conocida a través de los tiempos como Armenia Bizantina y Armenia Otomana, y surgió a raíz de la división de la Gran Armenia entre el Imperio bizantino (Armenia Occidental) y el Imperio sasánida (Armenia Oriental) en el año 387.
La zona fue conquistada por los otomanos en el siglo XVI durante la guerra Otomano-Safávida (1532-1555) que los otomanos libraron contra sus seculares enemigos los iraníes safávidas. Cambió de manos durante los enfrentamientos y el dominio otomano no se consolidó hasta después de la guerra Otomano–Safávida de 1623-1639. La zona entonces fue conocida como Armenia Turca o Armenia Otomana. Durante el siglo XIX, el Imperio ruso conquistó la parte oriental de Armenia a los persas, y también algunas partes de la Armenia Otomana, como Kars. La población de la región armenia se vio afectada gravemente durante las grandes matanzas de armenios en la década de 1890.
Los armenios que vivían en sus tierras ancestrales fueron exterminados o deportados durante el genocidio armenio. Los más de cinco mil años de presencia armenia en la zona prácticamente terminó y el patrimonio cultural fue en gran parte destruido por Turquía, en lo que se considera un ejemplo de genocidio cultural.
Únicamente los armenios asimilados (armenios convertidos al islam y criados entre turcos o kurdos) y los criptoarmenios (armenios que viven clandestinamente como tales, de religión cristiana armenia) viven en la zona hoy en día (estimaciones de entre 500000 y 3 000 000), y algunos irredentistas armenios la reclaman como parte del histórico Reino de Armenia y como parte asignada por el tratado de Sèvres la actual República de Armenia Occidental, heredera del Estado Armenia reconocida en 1920. El partido político más relevante con estos puntos de vista es la Federación Revolucionaria Armenia.